# Кшиштоф Майхровський
Кшиштоф Майхровський (пол. Krzysztof Majchrowski; 12 лютого 1929, Стефанівка — 9 жовтня 2000, Варшава) — польський генерал держбезпеки, останній повноважний керівник III (політичного) департаменту Служби безпеки МВС ПНР.

## Кар'єра у держбезпеці
Народився у сільській родині. Наприкінці 1952 року вступив на службу до Міністерства громадської безпеки (МГБ). Починав у варшавських підрозділах IV (економічного) департаменту МГБ, був референтом й оперативником держбезпеки на столичних заводах радіо- та вимірювальних приладів. При розформуванні МГБ у 1954 році продовжував службу у Комітеті громадської безпеки. Перебував в урядущій компартії ПОРП.
У 1962 році у званні поручника був визначений старшим офіцером-оперативником столичної комендатури громадянської міліції. У 1963 році прослухав курси в училищі Служби безпеки (СБ) МВС ПНР. З 1965 року — начальник оперативної групи столичної комендатури. З 1969 року у званні капітана — інспектор 4-го відділу III департаменту СБ МВС. У 1979 році підполковник, потім полковник Майхровський — заступник та в. о. начальник відділу.

## «Літературний відділ»
III департамент РБ МВС — «боротьба з антидержавною діяльністю» — безпосередньо займався придушенням політичної опозиції та протестного руху. У віданні 4-го відділу були заклади медицини, освіти, науки, культури та мистецтва. Полковник Майхровський набув репутації головного спеціаліста держбезпеки у питаннях літератури.
Відділ на чолі з Майхровським визначав офіційну ієрархію польських письменників і поетів, тиражі видань, затверджував кандидатури на престижні премії. Держбезпека контролювала суспільну активність літераторів, відповідність ідеології ПОРП. Відстежувалися та припинялися опозиційні виступи, заохочувалися провідники марксистсько-ленінського підходу у літературі та мистецтві.
У 1981 році Майхровський організував щільний контроль під час візиту до Польщі Чеслава Мілоша — щоб не допустити «демонстративної опозиції інтелектуальних кіл і політичного тиску на культурний авторитет». Він же керував переслідуваннями Збіґнєва Герберта.
У 1980-х роках, подібно майже до всього штатного складу СБ, полковник Майрховський стояв на позиціях «партійного бетону», був непримиренним противником незалежної профспілки «Солідарність». 4-й відділ організовував стеження та переслідування діячів культури, які співпрацювали з «Солідарністю». У січні 1985 року Кшиштоф Майхровський отримав призначення заступника начальника III департаменту СБ МВС.

## На чолі департаменту
У грудні 1986 року начальник департаменту Генрик Данковський змінив Владислава Цястоня на чолі СБ. З 1 січня 1987 року генерал бригади Кшиштоф Майхровський — начальник (директор) III департаменту СБ МВС. Таким чином він став останнім керівником ключового підрозділу держбезпеки ПНР.
Партійно-державне керівництво на чолі з першим секретарем ЦК ПОРП Войцехом Ярузельським і міністром внутрішніх справ Чеславом Кіщаком проводило курс політичних маневрів. Ідеологічний контроль слабшав, репресивність знижувалася. Однак СБ продовжувала стеження й оперативні заходи щодо «Солідарності» та дисидентів. Крім того, в апараті ПОРП посилювалася внутрішня боротьба між «бетоном» і «лібералами», між чинними керівниками та новою «комсомольською» генерацією, типовим представником якої був майбутній президент Польщі Александр Квасневський. III департамент навіть узяв Квасневського в розробку, шукаючи зв'язки з закордоном, незаконні доходи, контакти з опозицією.
Навесні-восени 1988 року страйковий рух змусив провести переговори у Магдаленці, Круглий стіл й альтернативні вибори 4 червня 1989 року. Становище країни кардинально змінилося. 24 серпня 1989 року уряд очолив представник «Солідарності» Тадеуш Мазовецький. Очолювану Майхровським структуру перейменовано на департамент захисту конституційного порядку.
На останньому етапі діяльності головним завданням генерала Майхровського стало знищення компрометувальних архівів СБ МВС. Поряд з Кіщаком, Данковським, Єжи Карпачем і Тадеушем Щигелем він відіграв ключову роль у ліквідації понад 600 тисяч одиниць зберігання. 3 квітня 1990 року Майхровського відправлено у відставку (його змінив полковник Збігнєв Ключинський як виконувач обов'язків). 31 липня 1990 року СБ розформовано.

## У відставці
Останнє десятиліття Кшишторф Майхровський жив приватним життям у Варшаві. Іноді щодо нього виникали питання, пов'язані з колишньою діяльністю. Коли стало відомо про стеження за Квасневським, Кіщак переклав всю відповідальність на III департамент і його керівника, Ярузельський критично відгукнувся про СБ загалом, поставивши в один ряд спостереження за Квасневським та вбивство Єжи Попелушка. Майхровський виступав перед люстраційними інстанціями, спростовував підозру, ніби Кваснєвський був інформатором СБ.
У віці 71 року Кшиштоф Майхровський наклав на себе руки. Причини самогубства залишилися нез'ясованими, попри прощальний лист.